# Corduroy Utd.
Corduroy Utd. var en svensk musikgrupp från Stockholm som var verksamma mellan 2001 och 2005.
Bandet startade som ett soloprojekt av sångaren Gustav Florin Ågren under 2001. Han fick pianolektioner av Helena Söderman i bandet Edson, och när hon fick reda på att Ågren även skrev låtar blev hon intresserad av att höra hans material. Hon blev imponerad av vad hon hörde och vidarebefordrade därför materialet till dåvarande Summersound Recordings som sedermera blev skivbolaget Labrador.
Detta kom att bli grunden för bandets debut-EP Behind My Back som släpptes 2002. Ågren hade då samlat ett antal medlemmar till ett riktigt band, och han fick även hjälp av medlemmarna i Edson med bland annat produktion och stråkarrangemang. Debuten präglades av en rätt mjuk framtoning, "mespop" enligt vissa, men med tiden utvecklades soundet åt soul- och punkhållet. Detta hörs tydligt på Oh Eira (2004), det första och enda album bandet släppte.
Debutalbumet fick relativt lite uppmärksamhet i Sverige, framför på grund av bristande marknadsföring från skivbolagets håll. Trots detta fanns ett stort intresse för Corduroy Utd. i bland annat Tyskland, vilket ledde till att bandet åkte dit för ett antal spelningar under 2004. Utöver detta genomförde de även en serie spelningar i Sverige.
Samtliga medlemmar har sedan bandets upplösning spelat i flera andra konstellationer.

## Medlemmar vid bandets upplösning
- Justus Björk, trummor
- Leo Nathorst-Böös, bas
- Sam Carlshamre, trombon och gitarr
- Markus Magnuson, orgel och gitarr
- Johan Ring, gitarr
- Sandra Valenca, trumpet
- Gustav Ågren, sång

## Tidigare medlemmar
- Alexander Salzberger, stämsång och tamburin
- Anna Åkerblom, gitarr
- Anne Wibble, näsflöjt och maracas
- Jenny Cullemo, stämsång och melodika

## Diskografi

### Album
- 2004 Oh Eira

### EP
- 2002 Behind My Back

### Singlar
- 2004 Daddy's Boy